# Сивениус, Томи
Томи Ээрик Сивениус (фин. Tomi Eerik Sivenius) — финский рок-певец и гитарист из Лаппеенранты, участвовавший в группах Kotiteollisuus, Magneetti и Pronssinen Pokaali.
В начале 1990-х годов был вокалистом и гитаристом финской рок-группы Huulu ukko ja kotiteollisuus («Безумный старец и кустарное производство», ныне Kotiteollisuus), принял участие в записи двух демоальбомов группы, выпущенных в 1993 году.
В 1995—2000 годах пел в группе Pronssinen Pokaali («Бронзовый бокал»), записавшей три альбома. В 2007 году группа возродилась, чтобы записать сборник Leikin loppu («Конец игры») и DVD-диск. Также играл на гитаре в группе Magneetti («Магнит»), единственный альбом которой был записан в 1998 году. В 2001 году записал сольный альбом Osa sinua («Часть тебя»).